# Bully (hockey)

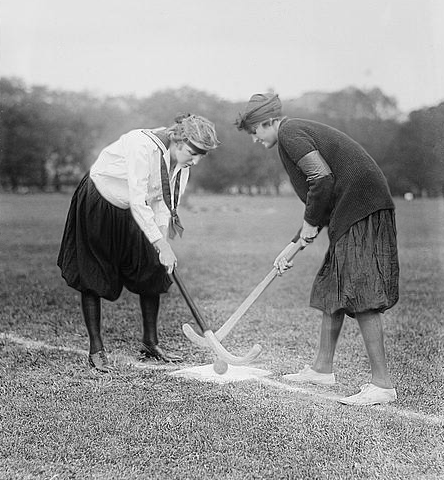
Twee hockeysters doen een bully op de middenstip, omstreeks 1919

Een bully is een soort spelhervatting (face-off) in het veldhockey. Bij deze situatie staan twee spelers tegenover elkaar met de hockeysticks op de grond rechts van de bal. Vervolgens tikken ze één keer (tot 2003 was de regel dat er drie keer getikt moest worden) met de platte kant van de sticks tegen elkaar boven de bal, alvorens ze met hun sticks mogen duelleren om balbezit (en in praktijk: snel naar een teamgenoot te spelen). 
Een bully kan worden ingezet door een scheidsrechter om het spel te hervatten als middel bij onenigheid na een overtreding, een blessurebehandeling of door enig ander reden (bijvoorbeeld na tussenkomst van de videoscheidsrechter) waarbij geen straf kan worden opgelegd. Een bully wordt dan in de regel genomen op de plaats waar het spel werd onderbroken, maar niet binnen 15 meter van de achterlijn.
In 1963 werd de strafbully vervangen door de strafbal ter bestraffing van overtredingen die een doelpunt beletten, en in 1981 werd de beginbully vervangen door de afslag als middel om de wedstrijd te beginnen en te hervatten.
De hockeyclub OHC Bully uit Oldenzaal is naar deze handeling vernoemd.